# Lúcia Garcez Lohmann
Lúcia Garcez Lohmann ( 1973) es una bióloga, botánica, curadora, y profesora brasileña.
En 1995, obtuvo una licenciatura en historia natural, por la Universidad de São Paulo; para obtener la maestría en ecología vegetal, 1998; y, el doctorado en ecología: filogenia, clasificación, diversificación morfológica y biogeografía de Bignonieae (Bignoniaceae, Lamiales) por la Universidad de Misuri en St. Louis, en 2003
Desarrolla actividades académicas e investigativas en el Instituto de Ciencias Biológicas, Departamento de Botánica, de la Universidad de São Paulo. Se ha especializado en taxonomía de angiospermas, con taxonomía, florística, de Rio Grande do Sul, de la familia de las bignoniáceas.
Es investigadora asociada del Jardín Botánico de Nueva York.

## Algunas publicaciones
- ALCANTARA, SUZANA ; REE, RICHARD H. ; MARTINS, FERNANDO R. ; Lohmann, Lúcia G. 2013. The Effect of Phylogeny, Environment and Morphology on Communities of a Lianescent Clade (Bignonieae-Bignoniaceae) in Neotropical Biomes. Plos One 9: e90177

- ZUNTINI, ALEXANDRE ; LOHMANN, LÚCIA. 2014. Synopsis of Martinella Baill. (Bignonieae, Bignoniaceae), with the description of a new species from the Atlantic Forest of Brazil. Phytokeys 37: 15-24

- SOUSA-BAENA, MARIANE S. ; SINHA, NEELIMA ROY ; Lohmann, Lúcia G. 2014. Evolution and Development of Tendrils in Bignonieae (Lamiales, Bignoniaceae) 1. Ann. of the Missouri Botanical Garden 99: 323-347

- Lohmann, Lúcia G. ; TAYLOR, CHARLOTTE M. 2014. A New Generic Classification of Tribe Bignonieae (Bignoniaceae). Ann. of the Missouri Botanical Garden 99 348-489

### Libros
- r.c. Forzza, j.f. Baumgartz, c.e.m. Bicudo, a.a.jr. Carvalho, a. Costa, d.p. Costa, m.j.g. Hopkins, p.m. Leitman, l.g. Lohmann, l.c. Maia, et al. 2010. Catálogo de Plantas e Fungos do Brasil. 1ª ed. Río de Janeiro: Jardim Botânico do Rio de Janeiro 2. 1700 pp.

- m.j. Donoghue, t. Yahara, e. Conti, j. Cracraft, k. Crandall, d. Faith, c. Hauser, a. Hendry, c. Joly, k. Kogure, l.g. Lohmann, s. Magallón, et al. 2009. bioGENESIS: Providing an evolutionary framework for biodiversity science. 1ª ed. Paris: Diversitas, 2009. 52 pp.

- j.e.l.s. Ribeiro, m.j.g. Hopkins, a. Vicentini, c.a. Sothers, m.a.s. Costa, j.m. Brito, m.a.d. de Souza, l.h.p. Martins, l.g. Lohmann, p.a.c.l. Assunção, et al. 1999. Flora da Reserva Ducke: Guia de identificação de uma floresta de Terra-Firme na Amazônia Central. Manaus. 800 pp.

### Capítulos de libros
- l.g. Lohmann. 2013. The Jepson Manual: Vascular Plants of California: Bignoniaceae. En: b.g. Baldwin; d.h. Goldman, d.j. Keil, r. Patterson, t.j. Rosatti, d.h. Wilken (orgs.) The Jepson Manual: Vascular Plants of California. 2ª ed. Berkeley: UC Press

## Honores
- Becaria del Consejo Nacional de Desarrollo Científico y Tecnológico, CNPq, Brasil

### Membresías
- de la Sociedad Botánica del Brasil[3]

#### de Cuerpo editorial
- 2010 - 2013	Periódico: Systematic Botany
- 2010 - actual	Periódico: Journal of Reproductive Biology
- 2012 - actual	Periódico: Taxon
- 2011 - actual	Periódico: Phytotaxa
- 2011 - actual	Periódico: Phytokeys

- La abreviatura «L.G.Lohmann» se emplea para indicar a Lúcia Garcez Lohmann como autoridad en la descripción y clasificación científica de los vegetales.[4]